# Kanton Bourgueil
Der Kanton Bourgueil war bis 2015 ein französischer Wahlkreis im Arrondissement Chinon, im Département Indre-et-Loire in der Region Centre-Val de Loire; sein Hauptort war Bourgueil.
Der Kanton Bourgueil war 118,48 km² groß und hatte 11.663 Einwohner (Stand: 2012).

## Gemeinden
Der Kanton umfasste Wahlberechtigte aus acht Gemeinden:
| Gemeinde                   | Einwohner Jahr | Fläche km² | Bevölkerungsdichte | Code INSEE | Postleitzahl |
| -------------------------- | -------------- | ---------- | ------------------ | ---------- | ------------ |
| Benais                     | 981 (2013)     | –          | – Einw./km²        | 37024      | 37140        |
| Bourgueil                  | 3874 (2013)    | –          | – Einw./km²        | 37031      | 37140        |
| La Chapelle-sur-Loire      | 1474 (2013)    | –          | – Einw./km²        | 37058      | 37140        |
| Chouzé-sur-Loire           | 2082 (2013)    | –          | – Einw./km²        | 37074      | 37140        |
| Continvoir                 | 453 (2013)     | –          | – Einw./km²        | 37082      | 37340        |
| Gizeux                     | 408 (2013)     | –          | – Einw./km²        | 37112      | 37340        |
| Restigné                   | 1208 (2013)    | –          | – Einw./km²        | 37193      | 37140        |
| Saint-Nicolas-de-Bourgueil | 1131 (2013)    | –          | – Einw./km²        | 37228      | 37140        |